# Direção do movimento
A direção do movimentos na dança de salão (e em outros tipos de dança a dois) são progressivas que. podem ser indicadas em relação à sala ou em relação à posição do corpo, como por exemplo, as direções das curvas, embora existam apenas duas formas, podem ser indicadas de várias maneiras.
O termo "apontar" refere-se explicitamente à direção para a qual os pés estão apontando, o que é útil para quando eles não estiverem alinhados com a orientação do corpo. Por exemplo, um dançarino pode estar apontando parede diagonal (DW) enquanto está de frente para a parede. 
O termo "linha de dança" (LOD) é uma linha de referência útil para descrever a direção geral dos passos, é um caminho paralelo à borda da pista de dança no sentido anti-horário ao redor da pista de dança; utilizada para evitar colisões entre as duplas, concorda-se que nas danças com movimentação na sala os dançarinos devem seguir a linha da dança (por exemplo "facing LOD" e "reverse LOD").

## No movimento progressivo

### Direções básicas em relação à sala
Os dançarinos podem alinhar seus corpos e se mover em qualquer uma dessas direções:
- linha de dança / line of dance (LOD)[4]
- contra / against LOD
- centro (C)
- parede / wall  (W)
- centro diagonal / diagonal center (DC)
- parede diagonal / diagonal wall (DW)
- centro diagonal contra LOD / DC against LOD
- parede diagonal contra LOD / DW against LOD

Direções básicas de movimento em relação à sala

Essas direções podem ser tomadas de frente, se os pés do dançarino estiverem apontando na direção do movimento; ou recuando se os pés do dançarino estiverem orientados na direção oposta e o dançarino estiver se movendo para trás em relação ao corpo do lider/condutor, como por exemplo o "backing DC against LOD" (voltando centro diagonal contra) significa que um dançarino está se movendo diagonalmente para o centro contra a linha de dança, mas como eles estão dançando para trás, os pés estão apontando diagonalmente para a parede. 

### Direções básicas em relação ao corpo
Estes são descritos das seguintes maneiras.
- Em relação à linha do pé de apoio, o próximo passo pode ser colocado:[7]
  - em uma das direções primárias:
    - frente,
    - costas,
    - lado (caminhos),

  - em uma linha diagonal:
    - diagonalmente para a frente,
    - na diagonal para trás,

  - em uma diagonal híbrida:
    - para a frente e ligeiramente para a esquerda (para o pé esquerdo) ou para a direita (para o pé direito)
    - lado (caminhos) e ligeiramente para a frente
    - lado (caminhos) e ligeiramente para trás
    - para trás e ligeiramente para a esquerda (para o pé esquerdo) ou para a direita (para o pé direito)

  - na posição contra do movimento do corpo (CBMP):
    - para a frente em CBMP (ou seja, o pé em movimento é colocado diretamente na frente do pé de apoio),
    - para frente e para frente no CBMP (ou seja, o pé que se move cruza na frente do pé de apoio),
    - de volta ao CBMP,
    - para trás e transversalmente em CBMP.
- Pelo relógio : Diz-se que o líder (homem) está voltado para as 12 horas imediatamente antes do início de uma figura. Então, as direções podem ser descritas dizendo, por exemplo, que a direção do segundo passo é 3 horas e a direção do terceiro passo é entre 4 e 5 horas. [8]
- Por pontos cardeais: supondo que o dançarino esteja voltado para o Norte a qualquer momento, pode-se dizer, por exemplo, "dê um passo para o Noroeste".

Direções básicas do passo em relação à posição do corpo. Aqui, o pé esquerdo é o pé em movimento e o pé direito é o pé de apoio.

## Direções dos giros
A dança de salão distingue
- Giros naturais (à direita ou no sentido horário);[9] [10]
- Giros reversos (à esquerda ou anti-horário);[9] [10]
- Giros internos;
- Giros externos (não confundir com um dançarino estando dentro ou fora de um giro).

### Giros naturais e reversos
O termo "giro natural" descreve um giro à direita ou no sentido horário do par de dança. Esse originou-se dos nomes dos movimentos da valsa e foi transferido para outras danças semelhantes. 
Uma teoria comumente afirmada sobre a origem do termo é que, considerando a posição deslocada para a direita em um casal (ainda mais pronunciada em tempos mais antigos) e a direção anti-horária ao longo da linha de dança, as voltas à direita são mais fáceis de realizar, eles são mais "naturais".  Isso é especialmente verdadeiro nos cantos da pista de dança: o valor da curva à direita é efetivamente apenas3⁄4 de uma volta completa, e a quantidade de volta à esquerda é efetivamente tanto quanto5⁄4, porque o LOD muda sua direção em 90 graus para a esquerda (CCW).
Diz-se que o parceiro que dança para frente está do lado de fora da curva, tendo o caminho mais longo para se mover, e o parceiro que dança para trás está do lado de dentro da curva. 

### Giros internos e externos
Os termos "giro interno" (inside turn ou loop turn) e "giro externo" (outside turn) aplicam-se apenas a um giro individual do parceiro, não aplicado ao giro do casal. Ocorrem em danças latinas e no American style. O giro interno que começa com as mãos dadas (muitas vezes à esquerda do líder/condutor e à direita do seguidor/conduzida) movendo-se em direção ao "interior" do casal (ao longo da linha imaginária entre os centros dos parceiros); um "giro para fora" é o oposto. As voltas podem ser executadas de várias maneiras e usando diferentes apoios de mão. Em danças como swing e salsa, as voltas internas e externas geralmente se referem às viradas nas axilas executadas pelo seguidor. Nessas danças, o braço direito do seguidor é normalmente usado para liderar uma curva (mais comumente pelo braço esquerdo do líder, mas às vezes pelo braço direito do líder quando uma posição cruzada ou de "aperto de mão" é usada), uma virada interna é normalmente uma para a esquerda (sentido anti-horário), enquanto uma curva para fora é uma curva para a direita (sentido horário). No entanto, se o braço esquerdo do seguidor for usado para iniciar a curva, a direção pretendida da curva pode ser oposta.
O "giro interno" é mais intuitivo e claro, pois se inicialmente o casal estiver em uma posição aberta de apoio único, um de frente para o outro. Para iniciar o giro interno, o líder move o braço do seguidor para dentro e, inversamente, para a curva externa. Em outras posições o termo não é tão claro, pois em algumas danças,  alguns  preferem usar este termo de acordo com seu uso no balé, baseado no footwork ao invés do estilo do braço. No balé, ao descrever piruetas, um giro para fora ( en dehors ) é o giro na direção da perna de trabalho. Consequentemente, um giro para dentro ( en dedans ) é a volta na direção da perna de apoio. Veja também rond de jambe. A última definição é inequívoca, mas em outros contextos só é aplicável a um único passo. Por exemplo, de acordo com esta definição, os giros chaînés são alternadamente internos e externos, embora a direção da rotação seja a mesma. Portanto, é comum nomear a figura de giro de acordo com a direção do primeiro passo de giro. 